# Robert Gardner
Robert Abbe Gardner, né le 9 avril 1890 et mort le 21 juin 1956, est un sportif américain ayant pratiqué différents sports dont notamment le golf dans lequel il a remporté deux championnats de golf amateur des États-Unis.
Gardner est né à Hinsdale dans l'Illinois et a passé pratiquement toute sa vie autour de Chicago.
En 1909, il remporte les championnats de golf amateur des États-Unis à l'âge de 19 ans, 5 mois et établi le record de précocité durant 85 années avant que Tiger Woods batte ce record avec ses 18 ans et 8 mois.
Gardner participe à trois autres finales du championnat de golf amateur des États-Unis en 1915, 1916 et 1921, ne remportant que la première. Il a également atteint la finale du championnat de golf amateur de Grande-Bretagne en 1920 et celui du Western Amateur en 1911.
Ce n'est pas seulement dans le golf qu'il effectue de grandes performances puisqu'en saut à la perche il bat le record du monde de la spécialité avec 3,99 mètres le 1er juin 1912, record qui ne tiendra qu'une semaine après que Marc Wright le batte avec 4,02 mètres.
Gardner était également un champion nationale de raquettes en s'imposant à deux reprises au championnat national des États-Unis en double avec Howard Linn.
À côté, il a participé à la Première Guerre mondiale en France en tant que lieutenant dans l'unité de l'artillerie. Il a ensuite été président du Chicago District Golf Association durant plusieurs années et fait partie du comité de l'United States Golf Association à plusieurs reprises.
Il meurt à 66 ans en 1956 à Lake Forest dans l'Illinois.

## Palmarès

### Golf
- Vainqueur du championnats de golf amateur des États-Unis : 1909 et 1915.
- Vainqueur de la Walker Cup : 1922, 1923, 1924 et 1926 (lors de ces trois dernières éditions, il en fut le capitaine).